# پنتامتیل‌سیکلوپنتادی‌انیل رودیوم دی‌کلرید دیمر
پنتامتیل‌سیکلوپنتادی‌انیل رودیوم دی‌کلرید دیمر (انگلیسی: Pentamethylcyclopentadienyl rhodium dichloride dimer) یک ترکیب آلی فلزی حاوی فلز رودیوم با فرمول شیمیایی [(C5(CH3)5RhCl2)]2 است که به صورت مخفف [Cp*RhCl2]2 نیز نوشته می‌شود.این ماده دیامغناطیس به صورت جامد قرمز پر رنگ بوده ودر معرض هوا پایدار است و به عنوان واکنشگر در شیمی آلی فلزی کاربرد دارد.